# Jagdgeschwader 143
A Jagdgeschwader 143 foi uma asa de caças da Luftwaffe, durante a Alemanha Nazi. Foi formada no dia 1 de novembro de 1938 em Illesheim a partir do III./JG 234. No dia 1 de janeiro de 1939 a unidade foi extinta para formar o I./ZG 143.